# Савченко Петро Ілліч
Савченко Петро Ілліч (нар.11 липня 1936)  — доктор технічних наук, професор, академік Міжнародної академії аграрної освіти, Відмінник аграрної освіти та науки.

## Біографія
Петро Ілліч народився 11 липня 1936 року в селищі Ольховатка Ольховатського району Воронезької області.
З 1944—1951 роки навчався в Заболотівській семирічній школі.
З 1951—1955 роки навчався в Горлівському гірничому технікумі.
У 1955 році працював гірничим майстром дільниці шахти 19/20 ім. Шевченка Красноармійськвугілля.
З 1955—1958 роки військова служба в лавах Радянської армії.
З 1958—1963 роки студент Харківського інституту механізації і електрифікації сільського господарства.
У 1963 році закінчив з відзнакою факультет електрифікації сільського господарства.
З 1963—1965 роки працював начальником електроремонтного цеху Жданівського відділення «Сільгосптехніка» м. Маріуполь Донецької області.
З 1965—1967 роки працював викладачем СПТУ № 3 Ольховатського району Воронезької області.
У 1967 році вступив до аспірантури.
З 1968—1971 роки працював асистентом кафедри «Електропостачання сільського господарства».
З 1971—1973 роки навчання в аспірантурі.
У лютому 1973 року Петро Ілліч захистив кандидатську дисертацію «Изменение входного напряжения сельских потребителей при сетевом резервировании».
У травні 1973 року було присуджено вчений ступінь кандидата технічних наук.
У вересні 1973 року розподіл на кафедру ТОЕ.
З 1973—1979 роки працював деканом факультету електрифікації сільського господарства Харківського інституту механізації і електрифікації сільського господарства.
У 1976 році Петру Іллічу присвоєно вчене звання доцента кафедри електротехніки.
У 1977 році спільно зі студентом В. І. Гуревичем розробив малогабаритні апарати (геркотрони) для високовольтної розв'яки.
З 1978—1988 роки працював секретарем парткома Харківського інституту механізації і електрифікації сільського господарства.
З 1981—1984; 1988—2000 роки працював завідувачем кафедри «Застосування електричної енергії в сільському господарстві».
У 1984 році результати наукових досліджень у розробці регуляторів напруги і систем управління ними експонувалися на міжнародній виставці у м. Делі (Індія).
У 1990 році результати наукових досліджень у розробці регуляторів напруги і систем управління ними експонувалися на міжнародній виставці у м. Лейпцигу (Німеччина).
У 1991 році Петру Іллічу було присвоєно вчене звання професора кафедри «Застосування електричної енергії у сільському господарстві».
У 1997 році Петро Савченко захистив докторську дисертацію «Методи та технічні засоби забезпечення енергозберігаючих режимів електроживлення сільських технологічних установок» ВАК України затвердив вчений ступінь доктора технічних наук.
У 2000 році Прізвище Савченко П. І. було внесене до книги 3 Української академії наук «Вчені у галузях механізації, електрифікації та меліорації» (К., Аграр. наука, 2000).
У 2000 році висловлена подяка Харківського міського голови за сумлінну працю, високий професіоналізм, особистий внесок у розвиток вітчизняної науки, підготовку висококваліфікованих фахівців та з нагоди 70-річчя заснування навчального закладу.
У 2001 році Петро Ілліч дипломант обласного конкурсу «Вища школа Харківщини — кращі імена». Участь у розробці Комплексної програми розвитку сільського господарства Харківської області в 2001—2005 рр. і на період до 2010 р.
У 2002 році підручник «Електропривод. Ч. 1» одержав третю премію у конкурсі «Кращий підручник для сільськогосподарських ВНЗ України».
У 2007 році Ім'я Савченка Петра Ілліча було занесене до книги «Кращі науково-педагогічні працівники ВНЗ України». Вип. 4. (К., 2007).
У складі делегації України Петро Ілліч брав участь у IV Міжнародному симпозіумі "Проблеми інтеграції науково-освітнього, інтелектуального потенціалу в державотворчому процесі. Україна-Туреччина. (Севастополь-Тернопіль-Бахчисарай).
У 2012 році внесений до книги «ЕЛІТА КРАЇНИ» т. 1.

## Праці
Савченко Петро Ілліч — видатний вчений у галузі забезпечення енергозберігаючих режимів електроживлення сільських технологічних установок (http://internal.khntusg.com.ua/athra/web/index.php/browse?value=САВЧЕНКО%20ПЕТРО%20ІЛЛІЧ).

## Відзнаки та нагороди
- Медаль «За доблесну працю. В ознаменування 100-річчя з дня народження В. І. Леніна» (1970);
- Знак «Ударник дев'ятої п'ятирічки» (1975);
- Лауреат «Всесоюзного смотра научно-технического творчества молодежи» (1976);
- Медаль «За трудову відзнаку»(1977);
- Диплом «Всесоюзного совета научно-технических обществ»(1977);
- Медаль «За лучшую научную студенческую работу»(1977);
- Диплом Міністерства вищої і середньої спеціальної освіти СРСР і ЦК ВЛКСМ (1978);
- Бронзова медаль Головного комітету ВДНГ СРСР за досягнуті успіхи в розвитку народного господарства СРСР (1981);
- Нагрудний знак «Изобретатель СССР» (1985);
- Медаль «Ветеран праці» (1989);
- Грамота Міністерства освіти України (1994);
- Грамота Міністерства освіти України (1999);
- Грамота Міністерства аграрної політики України (2001)
- Знак «Відмінник аграрної освіти та науки» II ступеня (2002);
- Трудова відзнака «Знак пошани» (2005);
- Грамота Харківського міського голови за сприяння у підготовці наукової роботи для XIV-го міського конкурсу наукових студентських робіт та виховання молодих наукових кадрів (2008);
- Диплом ХНТУСГ як переможець конкурсу «Кращий науково-педагогічний працівник за 2009—2010 н.р.»(2010)
- Почесний знак ХНТУСГ «За заслуги»(2013)
- Грамота ХНТУСГ за сумлінну працю, прагнення покращити роботу університету, за доброзичливе ставлення до студентів і колег та з нагоди 60-річчя кафедри «Автоматизовані електромеханічні системи» (2013)
- Грамота ХНТУСГ зя якісне проведення студентської конференції по секції «Автоматизовані електромеханічні системи» (2014)
- Грамота ХНТУСГ за сумлінну працю, прагнення покращити роботу університету, за якісне проведення секції «Електрообладнання та раціональне використання електричної енергії в АПК» (2014)
- Почесна відзнака Харківської обласної Ради «Слобожанська слава»(2015)